# مولد كهروسكوني

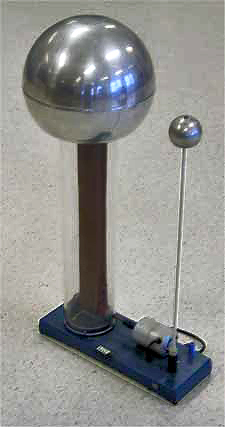

المولد الكَهْرَسُكوني أو مولد الكهرباء الساكنة أو الآلة الكهروسكونية (بالإنجليزية: Electrostatic generator)‏ هو مولد كهروميكانيكي ينتج الكهرباء الساكنة، أو الكهرباء بجهد مرتفع وتيار مستمر منخفض. تعود المعرفة بالكهرباء الساكنة إلى الحضارات المبكرة، لكنها بقيت لآلاف السنين مجرد ظاهرة مثيرة للاهتمام وغامضة بدون نظرية لتفسير سلوكها وغالبًا ما يُخلط بينها وبين المغناطيسية. طور الباحثون بحلول نهاية القرن السابع عشر وسائل عملية لتوليد الكهرباء عن طريق الاحتكاك، ولكن تطور الآلات الكهروسكونية لم يبدأ بشكل جدي حتى القرن الثامن عشر، عندما أصبحت أدوات أساسية في الدراسات حول علم الكهرباء الجديد. تعمل المولدات الكهروسكونية باستخدام الطاقة اليدوية (أو غيرها) لتحويل الشغل الميكانيكي إلى طاقة كهربائية. تُنشئ المولدات الكهروسكونية شحنات كهروسكونية معاكسة مقدمة إلى موصلين باستخدام القوى الكهربائية فقط. تُنقل الشحنة الكهربائية إلى قطب كهربائي ذو جهد عالٍ باستخدام صفائح أو بأسطوانات أو بأحزمة متحركة. تُولد الشحنة بواسطة إحدى طريقتين: إما بالكهرباء الاحتكاكية أو بالحث الكهروسكوني.

## الوصف
تُستخدم الآلات الكهروسكونية عادة في فصول العلوم لشرح القوى الكهربائية وظواهر الجهد العالي بأمان. استُخدمت فروق الجهد المتولدة أيضًا في مجموعة متنوعة من التطبيقات العملية مثل، تشغيل أنابيب الأشعة السينية، والتطبيقات الطبية، وتعقيم الأغذية وتجارب الفيزياء النووية، أيضًا المولدات الكهروسكونية مثل مولد فان دي غراف، و«بلّترون» تُستخدم في أبحاث الفيزياء.
يمكن تقسيم المولدات الكهروسكونية إلى فئتين اعتمادًا على كيفية توليد الشحنة:
• مولدات احتكاكية: تستخدم تأثير التكهرب بالاحتكاك (الكهرباء المولدة عن طريق الاتصال أو الاحتكاك).
• مولدات الاستنتاج أو الاستاتية أو الحث: تستخدم الحث الكهروسكوني.

## الآلات الاحتكاكية

### تاريخها
تسمى المولدات الكهروسكونية الأولى آلات الاحتكاك بسبب الاحتكاك في عملية التوليد. اخترع أوتو فون غيريكه أول نموذج بدائي من آلة الاحتكاك عام 1663، باستخدام كرة من الكبريت يمكن تدويرها وفركها يدويًا. ربما لم يتم تدويرها أثناء الاستخدام ولم يكن القصد منها إنتاج الكهرباء؛ ولكنها ألهمت العديد من الأجهزة اللاحقة التي تستخدم الكرات الدوارة. اقترح إسحاق نيوتن استخدام كرة زجاجية بدلاً من الكبريت. حسَّن فرانسيس هاوكسبي التصميم الأساسي نحو عام 1706، بآلته الكهربائية الاحتكاكية التي سمحت بتدوير كرة زجاجية بسرعة ضد قطعة قماش صوفية.
تطورت المولدات أكثر عندما أضاف البروفيسور جورج ماتياس بوس من فيتنبرغ نحو عام 1730 موصلَ تجميع (أنبوب معزول أو أسطوانة مدعومة على خيوط حريرية). كان بوس هو أول من وظّف استخدام «مستودع الكهرباء» في هذه الآلات، وهو يتكون من قضيب حديدي في يد شخص عُزل جسمه عن طريق الوقوف على كتلة من مادة الراتنج.
كانت آلة ويليام واتسون في عام 1746 تحتوي على عجلة كبيرة تُدير العديد من الكرات الزجاجية، مع سيف وماسورة بندقية معلقة بحبال حريرية تعمل كمستودع للكهرباء. اخترع يان إينخنهاوسز الآلات الكهربائية المصنوعة من الزجاج اللوحي خلال عام 1746.
وسرعان ما جرى تحسين الآلة الكهربائية بواسطة أندرو (أندرياس) جوردون، وهو اسكتلندي وأستاذ في إرفورت، إذ استبدل الكرة الزجاجية بأسطوانة زجاجية. أضاف بنيامين ويلسون المُجمع إلى الماكينة عام 1746 والذي يتكون من سلسلة من النقاط المعدنية. حسَّن جون كانتون الإنجليزي في عام 1762 كفاءة الآلات الكهربائية عن طريق رش مزيج من الزئبق والقصدير على سطح المطاط.
صمم العالم الهولندي مارتن فان ماروم من هارلم في عام 1783 آلة كهروسكونية كبيرة ذات جودة عالية مع أقراص زجاجية قطرها 1.65 مترًا لتجاربه، قادرة على إنتاج الجهد بأي قطبية.
امتلك جورج سيمون أوم في الثلاثينيات من القرن التاسع عشر آلة مماثلة لآلة فان ماروم لأبحاثه (التي أصبحت الآن في المتحف الألماني، ميونيخ- ألمانيا). طُورت آلة «وودوورد» في عام 1840 عن طريق تحسين آلة راميسدن (1768).

### آلية عمل الاحتكاك
وجود حالة من عدم اتزان الشحنة السطحية يعني أن الأجسام ستظهر قوى جذب أو تنافر. يؤدي عدم اتزان الشحنة السطحية إلى كهرباء سكونية، والتي يمكن أن تتولد عن طريق حك سطحين مختلفين معًا ومن ثم فصلهما وتسمى بظاهرة التكهرب بالاحتكاك. يولّد فرك جسمين غير موصلين قدرًا كبيرًا من الكهرباء الساكنة، ليس بفعل الاحتكاك؛ إذ يمكن شحن جسمين غير موصلين بمجرد وضع أحدهما فوق الآخر.
نظرًا لأن بنية معظم الأسطح خشنة؛ يستغرق شحن الجسمين عن طريق التوصيل وقتًا أطول من الاحتكاك. يزيد فرك الأجسام بعضها بعضًا من مقدار التلامس بين الأسطح. العوازل على سبيل المثال -المواد التي توصل الكهرباء مثل المطاط، والبلاستيك، والزجاج، ونخاع أو لب النبات- جيدة في توليد وحفظ الشحنة السطحية. الأجسام الموصلة تولد حالة من عدم اتزان الشحنة أيضًا في التلامس أو التوصيل، لكنها لا تحتفظ بالشحنات إلا إذا عُزلت. تُخزّن الشحنة التي تُنقل أثناء الكهربة بالتوصيل على سطح كل جسم. لاحظ أن وجود التيار الكهربائي لا ينتقص من القوى الكهروسكونية، أو من الشرارة، أو التفريغ الهالي، أو الظواهر الأخرى، وكل الظواهر يمكن أن توجد متزامنة في نفس النظام.

## الآلات الحثية

### تاريخها
أُلغيت الآلات الاحتكاكية تدريجيًا، واستُبدلت بالآلات الحثية. تعمل هذه الأجهزة عن طريق الحث الكهروسكوني وتحول الشغل الميكانيكي إلى طاقة كهروسكونية بمساعدة شحنة أولية صغيرة تُجدَّد باستمرار وتُعزَّز. يبدو أن أول نموذج لآلة الحث أو التأثير قد اقتبست من اختراع فولتا «الإلكتروفور»، وهو جهاز كهربائي يُستخدم في فصل الشحنات الكهربائية وتوليد جهد كهربائي عالي عن طريق الحث الكهروسكوني.
التطور التالي كان عندما وصف أبراهام بينيت -مخترع المكشاف الكهربائي بلفيفة الذهب- «مُضاعِف الكهرباء» كجهاز مشابه لجهاز «الإلكتروفور»، تحتاج لتضخيم شحنة صغيرة إلى عدة عمليات يدوية متكررة مع ثلاث لوحات معزولة، لجعلها مُلاحَظة في المكشاف الكهربائي. أضاف إراسموس داروين تعديلات مختلفة لجهاز بينيت. قام فرانسيس رونالدز بأتمتة عملية التوليد في عام 1816 من خلال جعل ثقل البندول كواحدة من اللوحات، مقود بدواليب أو بمحرك بخاري -ابتكر الجهاز لتشغيل جهاز التلغراف الكهربائي الخاص به.
طوّر «جوزيه بيبيلي» في عام 1831 المضاعف المتماثل البسيط الذي يتكون من لوحين من المعدن المنحني والذي يدور حول زوج من الألواح محمولة على ساق عازلة. كانت أول آلة حث متماثلة. اختُرع هذا الجهاز عدة مرات، أحدهم كان اللورد كيلفن. ابتكر اللورد كلفن أيضًا عام 1868 آلة مركبة من آلة حث وآلة كهرومغناطيسية، يُطلق عليها عادة «ماوس ميل»، لكهربة الحبر المتصل بالمسجل المثعبي، وأيضًا مولد قطرة الماء الكهروسكوني عام (1867)، والذي أسماه «مكثف تقطير الماء».

### آلة هولتز
بنى ويلهلم هولتز بين عامي (1864 و 1880)، عددًا كبيرًا من آلات الحث التي كانت تعتبر الأكثر تطورًا في ذلك الوقت. كانت إحدى نماذج آلة هولتز تتكون من قرص زجاجي مركب على محور أفقي يمكن تصنيعه للدوران بسرعة كبيرة بواسطة تروس مضاعفة السرعة، وتتفاعل مع ألواح حثية مثبتة في قرص ثابت بالقرب منه. طوّر أوغست جي آي توبلير في عام 1865 آلة حث تتكون من قرصين مثبتين على نفس العمود ويدوران بنفس الاتجاه.

### آلة ويمسهيرست
بدأ المخترع البريطاني جيمس ويمسهيرست في عام 1878 دراساته حول المولدات الكهروسكونية وتحسين آلة هولتز في نموذج قوي مدعم بالعديد من الأقراص. وصل صيت آلة ويمسهيرست الكلاسيكية -التي أصبحت الشكل الأكثر شعبية لآلة الحث- إلى المجتمع العلمي بحلول عام 1883. بُنيت في عام 1885 واحدة من أكبر آلات ويمسهيرست على الإطلاق في إنجلترا (وهي الآن في متحف شيكاغو للعلوم والصناعة). آلة ويمسهيرست هي آلة بسيطة إلى حد كبير. إنها تعمل كبقية الآلات الحثية، بالحث الكهروسكوني للشحنات، مما يعني أنها تستخدم الحد الأدنى للشحنة الموجودة لإنشاء وتكديس المزيد من الشحنات، وتتكرر هذه العملية طالما تعمل الآلة.
تتكون آلات ويمسهيرست من قرصين معزولين متصلين ببَكَرَات ذات دوران معاكس، تحتوي الأقراص على ألواحٍ معدنية موصلة صغيرة على جوانبها الخارجية، وفحمتانِ مزدوجتان تعملان بمثابة مثبتات للشحنة، وتقعان في المكان الذي يحدث فيه الحث، حيث تُجمع أي شحنات متولدة حديثًا بواسطة زوجين من الأمشاط. واثنيتن من قارورة ليدن (مكثفات الآلة)، وزوج من الأقطاب الكهربائية لنقل الشحنات بمجرد تراكمها بشكل كاف. الهيكل البسيط ومكونات جهاز ويمسهيرست يجعله اختيارًا مشتركًا للتجارب الكهروسكونية، وكانت هذه الخصائص عوامل ساهمت في شعبية الآلة كما ذُكر سابقًا.

## آلة بيدجين
طور «دبليو أر بيدجين» في عام 1898 آلة بيدجين بتصميم فريد. قدم بيدجين هذه الآلة في 28 أكتوبر من ذلك العام إلى الجمعية الفيزيائية بعد عدة سنوات من التحقيق ودراسة آلات الحث (ابتداء من بداية العقد). كتب تقرير عن الآلة لاحقًا في «فيلوسوفيكال ماغازين» في (ديسمبر 1898، الصفحة 564)، وفي «إليكتريكال رفيو» (المجلد الخامس والأربعون، الصفحة 748).
تمتلك آلة بيدجين محثات ثابتة مرتبة بطريقة تزيد من تأثير الحث الكهروسكوني (ويكون ناتجها الكهربائي ضعف ما هو عليه في الآلات من نفس النوع). الميزات الأساسية لآلة بيدجين أنها مزيجٌ من الدعامة الدوارة والدعامة الثابتة لحث الشحنات، أيضًا العزل المحسّن لجميع أجزاء الجهاز (ولكن بشكل خاص حاملات المولد). آلات بيدجين هي مزيج من آلة ويمسهيرست وفوس، مع ميزات خاصة جرى تكييفها لتقليل كمية تسرب الشحنات. آلات بيدجين تثير نفسها بسهولة أكبر أفضل من الأنواع الأخرى لهذه الآلات.